# Manuel Mejuto González
Manuel Enrique Mejuto González (født 16. april 1965 i La Felguera, Spanien) er en spansk fodbolddommer. Han har blandt andet været dommer i EM 2004 i Portugal, og har dømt landskampe, UEFA cup, UEFA Champions League og La Liga.
Hans mest betydningsfulde kamp var ledelsen af Champions League-finalen mellem AC Milan og Liverpool FC i 2005.
Han kunne ikke deltage i VM i fodbold 2006, da 2 ud af hans 3 assistenter ikke havde udført en krævet fitnessprøve.
Under EM-kvalifikationsspillet imellem Skotland und Italien den 17. november 2007 i Hampden Park, Glasgow begik González og hans assister nogle betydningsfulde fejl. Dette koster ham muligvis deltagelsen i EM-2008.

## Kampe ved EM som hoveddommer
2004:
- Danmark – Italien  (gruppespil)
- Holland – Tjekkiet  (gruppespil)

2008:
- Rumænien – Frankrig  (gruppespil)
- Østrig – Tyskland  (gruppespil)